# Theodor von Heuglin
Martin Theodor von Heuglin (Hirschlanden, ma: Ditzingen része, Württembergi Királyság, 1824. március 20. – Stuttgart, Württembergi Királyság, 1876. november 5.) német utazó, Afrika-kutató, sarkkutató, ornitológus. Zoológiai szakmunkákban nevének rövidítése: „Heuglin”.

## Élete
1850-ben Egyiptomba utazott és a Nílustól keletre eső vidéket járta be. 1852-ben a khartumi osztrák konzulátushoz titkárnak és a következő évben konzulnak nevezték ki. Keleti-Szudán és Abesszínia nagy részét átkutatta. 1860-ban a Vogel fölkeresésére kiküldött expedíció vezetését bízták rá. Az expedíció meghiúsulása után 1863-ban a Tinné-féle expedícióhoz csatlakozott. 1870-ben gróf Waldburg-Zeillal a Spitzbergákhoz hajózott, ott Károly király szigetét fedezte föl és átkutatta Novaja Zemlja délnyugati partját. 1876-ban újra Núbiában járt.
A Petermanns Mittheilungen-ban megjelent (1861-64.) dolgozatain kívül nevezetes művei: Reisen in Nordost-Afrika (Gotha, 1857); Deutsche Exp. in Ost-Afrika 1861-1862 (uo. 1864); Säugetiere Nordost-Afrikas (Bécs, 1867); Reise nach Abessinien, den Gallaländern, Ostsudan und Chartum 1861-62 (Jena, 1868), Ornithologie Nordost-Afrikas (Cassel, 1869-75); Gebiet des Weissen Nil. 1862-64 (Lipcse, 1879); Reisen nach dem Nordpolarmeer (Braunschweig, 1872-74); Reise in Nordost-Afrika (uo. 1877).